# Girls Demand Excitement

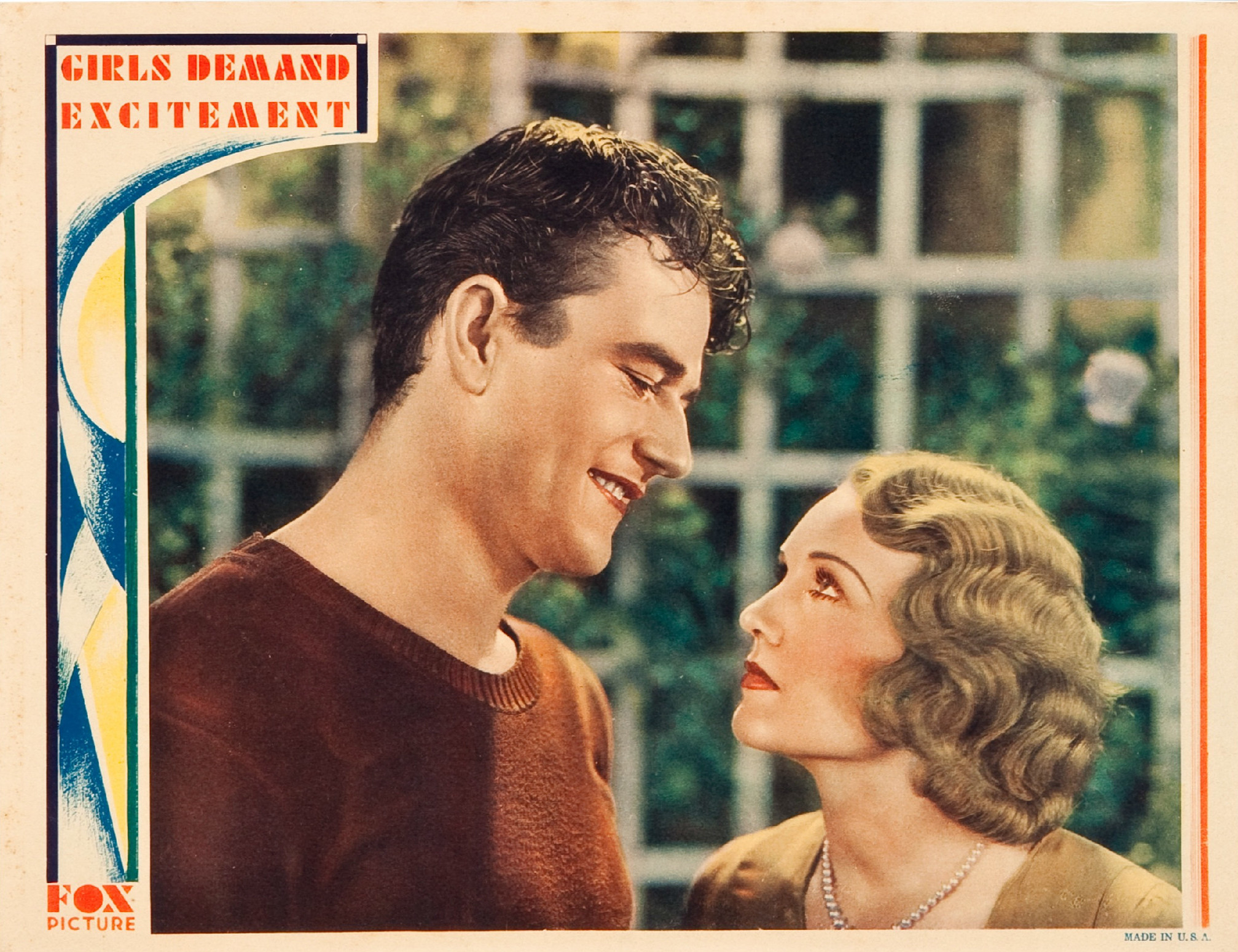

Girls Demand Excitement é um filme norte-americano de 1931, do gênero comédia, dirigido por Seymour Felix e estrelado por Virginia Cherrill e John Wayne.

## A produção
Pequeno filme planejado como musical, porém sem nenhuma canção, Girls Demand Excitement possui cenas como um jogo de basquete entre homens e mulheres e outra em que estudantes de psicologia estudam as reações emocionais de um grupo de namorados que estão aos beijos e abraços!
O filme não ajudou em nada a carreira de John Wayne, que em seguida começaria uma longa série de faroestes B. Sua redescoberta viria somente em 1939, pelas mãos do velho amigo John Ford.

## Sinopse
Em um colégio misto, o herói da equipe de basquete, Peter Brooks, não está nada satisfeito com as moças que lá estudam. Ele deseja, simplesmente, expulsá-las para longe, porém muda de ideia quando Joan Madison passa a assediá-lo.

## Elenco
| Ator/Atriz           | Personagem      |
| -------------------- | --------------- |
| Virginia Cherrill    | Joan Madison    |
| John Wayne           | Peter Brooks    |
| Marguerite Churchill | Miriam          |
| Edward J. Nugent     | Tommy           |
| Helen Jerome Eddy    | Gazella Perkins |
| Terrance Ray         | Sheik Nevins    |
| Martha Sleeper       | Harriet Mundy   |
| William Janney       | Freddie         |
| Ralph Welles         | Simeon          |